# Прокеш, Ладислав
Ла́дислав Про́кеш (чеш. Ladislav Prokeš, 7 июня 1884, Прага, Австро-Венгрия — 9 января 1966, Прага, Чехословакия) — чешский шахматист и шахматный композитор-этюдист, профессор. Судья международной категории по шахматной композиции (1956), видный представитель чешской школы в композиции.
В 1921 году стал чемпионом Чехословакии. Играл в составе чехословацкой команды на шахматных олимпиадах в 1927, 1928 и 1931 годах. Успешно выступал в 1920-е годы в ряде европейских турниров.
Первый этюд опубликовал в 1906 году. В 1951 году выпустил авторский сборник этюдов «Kniha šachových studií» (623 этюда). Всего Прокеш составил 1159 этюдов, выйдя в тот период на 4-е место в мире по этому показателю после Э. Погосянца, А. Ринка и А. А. Троицкого. 23 его этюда включены в Альбомы ФИДЕ. Многие годы редактировал раздел шахматных этюдов в «Československý šach» (1909—1927) и других газетах.

## Избранные этюды
|   | a                                                                                       | b                                                                                       | c                                                                                       | d                                                                                       | e                                                                                       | f                                                                                       | g                                                                                       | h                                                                                       |   |
| - | --------------------------------------------------------------------------------------- | --------------------------------------------------------------------------------------- | --------------------------------------------------------------------------------------- | --------------------------------------------------------------------------------------- | --------------------------------------------------------------------------------------- | --------------------------------------------------------------------------------------- | --------------------------------------------------------------------------------------- | --------------------------------------------------------------------------------------- | - |
| 8 | h5 белый король · c4 чёрный король · d3 чёрная пешка · e3 чёрная пешка · f1 белая ладья | h5 белый король · c4 чёрный король · d3 чёрная пешка · e3 чёрная пешка · f1 белая ладья | h5 белый король · c4 чёрный король · d3 чёрная пешка · e3 чёрная пешка · f1 белая ладья | h5 белый король · c4 чёрный король · d3 чёрная пешка · e3 чёрная пешка · f1 белая ладья | h5 белый король · c4 чёрный король · d3 чёрная пешка · e3 чёрная пешка · f1 белая ладья | h5 белый король · c4 чёрный король · d3 чёрная пешка · e3 чёрная пешка · f1 белая ладья | h5 белый король · c4 чёрный король · d3 чёрная пешка · e3 чёрная пешка · f1 белая ладья | h5 белый король · c4 чёрный король · d3 чёрная пешка · e3 чёрная пешка · f1 белая ладья | 8 |
| 7 | h5 белый король · c4 чёрный король · d3 чёрная пешка · e3 чёрная пешка · f1 белая ладья | h5 белый король · c4 чёрный король · d3 чёрная пешка · e3 чёрная пешка · f1 белая ладья | h5 белый король · c4 чёрный король · d3 чёрная пешка · e3 чёрная пешка · f1 белая ладья | h5 белый король · c4 чёрный король · d3 чёрная пешка · e3 чёрная пешка · f1 белая ладья | h5 белый король · c4 чёрный король · d3 чёрная пешка · e3 чёрная пешка · f1 белая ладья | h5 белый король · c4 чёрный король · d3 чёрная пешка · e3 чёрная пешка · f1 белая ладья | h5 белый король · c4 чёрный король · d3 чёрная пешка · e3 чёрная пешка · f1 белая ладья | h5 белый король · c4 чёрный король · d3 чёрная пешка · e3 чёрная пешка · f1 белая ладья | 7 |
| 6 | h5 белый король · c4 чёрный король · d3 чёрная пешка · e3 чёрная пешка · f1 белая ладья | h5 белый король · c4 чёрный король · d3 чёрная пешка · e3 чёрная пешка · f1 белая ладья | h5 белый король · c4 чёрный король · d3 чёрная пешка · e3 чёрная пешка · f1 белая ладья | h5 белый король · c4 чёрный король · d3 чёрная пешка · e3 чёрная пешка · f1 белая ладья | h5 белый король · c4 чёрный король · d3 чёрная пешка · e3 чёрная пешка · f1 белая ладья | h5 белый король · c4 чёрный король · d3 чёрная пешка · e3 чёрная пешка · f1 белая ладья | h5 белый король · c4 чёрный король · d3 чёрная пешка · e3 чёрная пешка · f1 белая ладья | h5 белый король · c4 чёрный король · d3 чёрная пешка · e3 чёрная пешка · f1 белая ладья | 6 |
| 5 | h5 белый король · c4 чёрный король · d3 чёрная пешка · e3 чёрная пешка · f1 белая ладья | h5 белый король · c4 чёрный король · d3 чёрная пешка · e3 чёрная пешка · f1 белая ладья | h5 белый король · c4 чёрный король · d3 чёрная пешка · e3 чёрная пешка · f1 белая ладья | h5 белый король · c4 чёрный король · d3 чёрная пешка · e3 чёрная пешка · f1 белая ладья | h5 белый король · c4 чёрный король · d3 чёрная пешка · e3 чёрная пешка · f1 белая ладья | h5 белый король · c4 чёрный король · d3 чёрная пешка · e3 чёрная пешка · f1 белая ладья | h5 белый король · c4 чёрный король · d3 чёрная пешка · e3 чёрная пешка · f1 белая ладья | h5 белый король · c4 чёрный король · d3 чёрная пешка · e3 чёрная пешка · f1 белая ладья | 5 |
| 4 | h5 белый король · c4 чёрный король · d3 чёрная пешка · e3 чёрная пешка · f1 белая ладья | h5 белый король · c4 чёрный король · d3 чёрная пешка · e3 чёрная пешка · f1 белая ладья | h5 белый король · c4 чёрный король · d3 чёрная пешка · e3 чёрная пешка · f1 белая ладья | h5 белый король · c4 чёрный король · d3 чёрная пешка · e3 чёрная пешка · f1 белая ладья | h5 белый король · c4 чёрный король · d3 чёрная пешка · e3 чёрная пешка · f1 белая ладья | h5 белый король · c4 чёрный король · d3 чёрная пешка · e3 чёрная пешка · f1 белая ладья | h5 белый король · c4 чёрный король · d3 чёрная пешка · e3 чёрная пешка · f1 белая ладья | h5 белый король · c4 чёрный король · d3 чёрная пешка · e3 чёрная пешка · f1 белая ладья | 4 |
| 3 | h5 белый король · c4 чёрный король · d3 чёрная пешка · e3 чёрная пешка · f1 белая ладья | h5 белый король · c4 чёрный король · d3 чёрная пешка · e3 чёрная пешка · f1 белая ладья | h5 белый король · c4 чёрный король · d3 чёрная пешка · e3 чёрная пешка · f1 белая ладья | h5 белый король · c4 чёрный король · d3 чёрная пешка · e3 чёрная пешка · f1 белая ладья | h5 белый король · c4 чёрный король · d3 чёрная пешка · e3 чёрная пешка · f1 белая ладья | h5 белый король · c4 чёрный король · d3 чёрная пешка · e3 чёрная пешка · f1 белая ладья | h5 белый король · c4 чёрный король · d3 чёрная пешка · e3 чёрная пешка · f1 белая ладья | h5 белый король · c4 чёрный король · d3 чёрная пешка · e3 чёрная пешка · f1 белая ладья | 3 |
| 2 | h5 белый король · c4 чёрный король · d3 чёрная пешка · e3 чёрная пешка · f1 белая ладья | h5 белый король · c4 чёрный король · d3 чёрная пешка · e3 чёрная пешка · f1 белая ладья | h5 белый король · c4 чёрный король · d3 чёрная пешка · e3 чёрная пешка · f1 белая ладья | h5 белый король · c4 чёрный король · d3 чёрная пешка · e3 чёрная пешка · f1 белая ладья | h5 белый король · c4 чёрный король · d3 чёрная пешка · e3 чёрная пешка · f1 белая ладья | h5 белый король · c4 чёрный король · d3 чёрная пешка · e3 чёрная пешка · f1 белая ладья | h5 белый король · c4 чёрный король · d3 чёрная пешка · e3 чёрная пешка · f1 белая ладья | h5 белый король · c4 чёрный король · d3 чёрная пешка · e3 чёрная пешка · f1 белая ладья | 2 |
| 1 | h5 белый король · c4 чёрный король · d3 чёрная пешка · e3 чёрная пешка · f1 белая ладья | h5 белый король · c4 чёрный король · d3 чёрная пешка · e3 чёрная пешка · f1 белая ладья | h5 белый король · c4 чёрный король · d3 чёрная пешка · e3 чёрная пешка · f1 белая ладья | h5 белый король · c4 чёрный король · d3 чёрная пешка · e3 чёрная пешка · f1 белая ладья | h5 белый король · c4 чёрный король · d3 чёрная пешка · e3 чёрная пешка · f1 белая ладья | h5 белый король · c4 чёрный король · d3 чёрная пешка · e3 чёрная пешка · f1 белая ладья | h5 белый король · c4 чёрный король · d3 чёрная пешка · e3 чёрная пешка · f1 белая ладья | h5 белый король · c4 чёрный король · d3 чёрная пешка · e3 чёрная пешка · f1 белая ладья | 1 |
|   | a                                                                                       | b                                                                                       | c                                                                                       | d                                                                                       | e                                                                                       | f                                                                                       | g                                                                                       | h                                                                                       |   |

Решение:
1. Крg4 e2 (1…d2 2. Крf3 Крd3 3. Лa1! с ничьей)

2. Лc1+ Крd4!

3. Крf3 d2

4. Лc4+!! Крd3

5. Лd4+!! с ничьей.
|   | a | b | c | d | e | f | g | h |   |
| - | --- | --- | --- | --- | --- | --- | --- | --- | - |
| 8 | b7 белый король · d7 белая пешка · e7 чёрный король · h7 белый конь · e6 чёрная пешка · b5 белая ладья · d5 чёрная пешка · f4 чёрная ладья | b7 белый король · d7 белая пешка · e7 чёрный король · h7 белый конь · e6 чёрная пешка · b5 белая ладья · d5 чёрная пешка · f4 чёрная ладья | b7 белый король · d7 белая пешка · e7 чёрный король · h7 белый конь · e6 чёрная пешка · b5 белая ладья · d5 чёрная пешка · f4 чёрная ладья | b7 белый король · d7 белая пешка · e7 чёрный король · h7 белый конь · e6 чёрная пешка · b5 белая ладья · d5 чёрная пешка · f4 чёрная ладья | b7 белый король · d7 белая пешка · e7 чёрный король · h7 белый конь · e6 чёрная пешка · b5 белая ладья · d5 чёрная пешка · f4 чёрная ладья | b7 белый король · d7 белая пешка · e7 чёрный король · h7 белый конь · e6 чёрная пешка · b5 белая ладья · d5 чёрная пешка · f4 чёрная ладья | b7 белый король · d7 белая пешка · e7 чёрный король · h7 белый конь · e6 чёрная пешка · b5 белая ладья · d5 чёрная пешка · f4 чёрная ладья | b7 белый король · d7 белая пешка · e7 чёрный король · h7 белый конь · e6 чёрная пешка · b5 белая ладья · d5 чёрная пешка · f4 чёрная ладья | 8 |
| 7 | b7 белый король · d7 белая пешка · e7 чёрный король · h7 белый конь · e6 чёрная пешка · b5 белая ладья · d5 чёрная пешка · f4 чёрная ладья | b7 белый король · d7 белая пешка · e7 чёрный король · h7 белый конь · e6 чёрная пешка · b5 белая ладья · d5 чёрная пешка · f4 чёрная ладья | b7 белый король · d7 белая пешка · e7 чёрный король · h7 белый конь · e6 чёрная пешка · b5 белая ладья · d5 чёрная пешка · f4 чёрная ладья | b7 белый король · d7 белая пешка · e7 чёрный король · h7 белый конь · e6 чёрная пешка · b5 белая ладья · d5 чёрная пешка · f4 чёрная ладья | b7 белый король · d7 белая пешка · e7 чёрный король · h7 белый конь · e6 чёрная пешка · b5 белая ладья · d5 чёрная пешка · f4 чёрная ладья | b7 белый король · d7 белая пешка · e7 чёрный король · h7 белый конь · e6 чёрная пешка · b5 белая ладья · d5 чёрная пешка · f4 чёрная ладья | b7 белый король · d7 белая пешка · e7 чёрный король · h7 белый конь · e6 чёрная пешка · b5 белая ладья · d5 чёрная пешка · f4 чёрная ладья | b7 белый король · d7 белая пешка · e7 чёрный король · h7 белый конь · e6 чёрная пешка · b5 белая ладья · d5 чёрная пешка · f4 чёрная ладья | 7 |
| 6 | b7 белый король · d7 белая пешка · e7 чёрный король · h7 белый конь · e6 чёрная пешка · b5 белая ладья · d5 чёрная пешка · f4 чёрная ладья | b7 белый король · d7 белая пешка · e7 чёрный король · h7 белый конь · e6 чёрная пешка · b5 белая ладья · d5 чёрная пешка · f4 чёрная ладья | b7 белый король · d7 белая пешка · e7 чёрный король · h7 белый конь · e6 чёрная пешка · b5 белая ладья · d5 чёрная пешка · f4 чёрная ладья | b7 белый король · d7 белая пешка · e7 чёрный король · h7 белый конь · e6 чёрная пешка · b5 белая ладья · d5 чёрная пешка · f4 чёрная ладья | b7 белый король · d7 белая пешка · e7 чёрный король · h7 белый конь · e6 чёрная пешка · b5 белая ладья · d5 чёрная пешка · f4 чёрная ладья | b7 белый король · d7 белая пешка · e7 чёрный король · h7 белый конь · e6 чёрная пешка · b5 белая ладья · d5 чёрная пешка · f4 чёрная ладья | b7 белый король · d7 белая пешка · e7 чёрный король · h7 белый конь · e6 чёрная пешка · b5 белая ладья · d5 чёрная пешка · f4 чёрная ладья | b7 белый король · d7 белая пешка · e7 чёрный король · h7 белый конь · e6 чёрная пешка · b5 белая ладья · d5 чёрная пешка · f4 чёрная ладья | 6 |
| 5 | b7 белый король · d7 белая пешка · e7 чёрный король · h7 белый конь · e6 чёрная пешка · b5 белая ладья · d5 чёрная пешка · f4 чёрная ладья | b7 белый король · d7 белая пешка · e7 чёрный король · h7 белый конь · e6 чёрная пешка · b5 белая ладья · d5 чёрная пешка · f4 чёрная ладья | b7 белый король · d7 белая пешка · e7 чёрный король · h7 белый конь · e6 чёрная пешка · b5 белая ладья · d5 чёрная пешка · f4 чёрная ладья | b7 белый король · d7 белая пешка · e7 чёрный король · h7 белый конь · e6 чёрная пешка · b5 белая ладья · d5 чёрная пешка · f4 чёрная ладья | b7 белый король · d7 белая пешка · e7 чёрный король · h7 белый конь · e6 чёрная пешка · b5 белая ладья · d5 чёрная пешка · f4 чёрная ладья | b7 белый король · d7 белая пешка · e7 чёрный король · h7 белый конь · e6 чёрная пешка · b5 белая ладья · d5 чёрная пешка · f4 чёрная ладья | b7 белый король · d7 белая пешка · e7 чёрный король · h7 белый конь · e6 чёрная пешка · b5 белая ладья · d5 чёрная пешка · f4 чёрная ладья | b7 белый король · d7 белая пешка · e7 чёрный король · h7 белый конь · e6 чёрная пешка · b5 белая ладья · d5 чёрная пешка · f4 чёрная ладья | 5 |
| 4 | b7 белый король · d7 белая пешка · e7 чёрный король · h7 белый конь · e6 чёрная пешка · b5 белая ладья · d5 чёрная пешка · f4 чёрная ладья | b7 белый король · d7 белая пешка · e7 чёрный король · h7 белый конь · e6 чёрная пешка · b5 белая ладья · d5 чёрная пешка · f4 чёрная ладья | b7 белый король · d7 белая пешка · e7 чёрный король · h7 белый конь · e6 чёрная пешка · b5 белая ладья · d5 чёрная пешка · f4 чёрная ладья | b7 белый король · d7 белая пешка · e7 чёрный король · h7 белый конь · e6 чёрная пешка · b5 белая ладья · d5 чёрная пешка · f4 чёрная ладья | b7 белый король · d7 белая пешка · e7 чёрный король · h7 белый конь · e6 чёрная пешка · b5 белая ладья · d5 чёрная пешка · f4 чёрная ладья | b7 белый король · d7 белая пешка · e7 чёрный король · h7 белый конь · e6 чёрная пешка · b5 белая ладья · d5 чёрная пешка · f4 чёрная ладья | b7 белый король · d7 белая пешка · e7 чёрный король · h7 белый конь · e6 чёрная пешка · b5 белая ладья · d5 чёрная пешка · f4 чёрная ладья | b7 белый король · d7 белая пешка · e7 чёрный король · h7 белый конь · e6 чёрная пешка · b5 белая ладья · d5 чёрная пешка · f4 чёрная ладья | 4 |
| 3 | b7 белый король · d7 белая пешка · e7 чёрный король · h7 белый конь · e6 чёрная пешка · b5 белая ладья · d5 чёрная пешка · f4 чёрная ладья | b7 белый король · d7 белая пешка · e7 чёрный король · h7 белый конь · e6 чёрная пешка · b5 белая ладья · d5 чёрная пешка · f4 чёрная ладья | b7 белый король · d7 белая пешка · e7 чёрный король · h7 белый конь · e6 чёрная пешка · b5 белая ладья · d5 чёрная пешка · f4 чёрная ладья | b7 белый король · d7 белая пешка · e7 чёрный король · h7 белый конь · e6 чёрная пешка · b5 белая ладья · d5 чёрная пешка · f4 чёрная ладья | b7 белый король · d7 белая пешка · e7 чёрный король · h7 белый конь · e6 чёрная пешка · b5 белая ладья · d5 чёрная пешка · f4 чёрная ладья | b7 белый король · d7 белая пешка · e7 чёрный король · h7 белый конь · e6 чёрная пешка · b5 белая ладья · d5 чёрная пешка · f4 чёрная ладья | b7 белый король · d7 белая пешка · e7 чёрный король · h7 белый конь · e6 чёрная пешка · b5 белая ладья · d5 чёрная пешка · f4 чёрная ладья | b7 белый король · d7 белая пешка · e7 чёрный король · h7 белый конь · e6 чёрная пешка · b5 белая ладья · d5 чёрная пешка · f4 чёрная ладья | 3 |
| 2 | b7 белый король · d7 белая пешка · e7 чёрный король · h7 белый конь · e6 чёрная пешка · b5 белая ладья · d5 чёрная пешка · f4 чёрная ладья | b7 белый король · d7 белая пешка · e7 чёрный король · h7 белый конь · e6 чёрная пешка · b5 белая ладья · d5 чёрная пешка · f4 чёрная ладья | b7 белый король · d7 белая пешка · e7 чёрный король · h7 белый конь · e6 чёрная пешка · b5 белая ладья · d5 чёрная пешка · f4 чёрная ладья | b7 белый король · d7 белая пешка · e7 чёрный король · h7 белый конь · e6 чёрная пешка · b5 белая ладья · d5 чёрная пешка · f4 чёрная ладья | b7 белый король · d7 белая пешка · e7 чёрный король · h7 белый конь · e6 чёрная пешка · b5 белая ладья · d5 чёрная пешка · f4 чёрная ладья | b7 белый король · d7 белая пешка · e7 чёрный король · h7 белый конь · e6 чёрная пешка · b5 белая ладья · d5 чёрная пешка · f4 чёрная ладья | b7 белый король · d7 белая пешка · e7 чёрный король · h7 белый конь · e6 чёрная пешка · b5 белая ладья · d5 чёрная пешка · f4 чёрная ладья | b7 белый король · d7 белая пешка · e7 чёрный король · h7 белый конь · e6 чёрная пешка · b5 белая ладья · d5 чёрная пешка · f4 чёрная ладья | 2 |
| 1 | b7 белый король · d7 белая пешка · e7 чёрный король · h7 белый конь · e6 чёрная пешка · b5 белая ладья · d5 чёрная пешка · f4 чёрная ладья | b7 белый король · d7 белая пешка · e7 чёрный король · h7 белый конь · e6 чёрная пешка · b5 белая ладья · d5 чёрная пешка · f4 чёрная ладья | b7 белый король · d7 белая пешка · e7 чёрный король · h7 белый конь · e6 чёрная пешка · b5 белая ладья · d5 чёрная пешка · f4 чёрная ладья | b7 белый король · d7 белая пешка · e7 чёрный король · h7 белый конь · e6 чёрная пешка · b5 белая ладья · d5 чёрная пешка · f4 чёрная ладья | b7 белый король · d7 белая пешка · e7 чёрный король · h7 белый конь · e6 чёрная пешка · b5 белая ладья · d5 чёрная пешка · f4 чёрная ладья | b7 белый король · d7 белая пешка · e7 чёрный король · h7 белый конь · e6 чёрная пешка · b5 белая ладья · d5 чёрная пешка · f4 чёрная ладья | b7 белый король · d7 белая пешка · e7 чёрный король · h7 белый конь · e6 чёрная пешка · b5 белая ладья · d5 чёрная пешка · f4 чёрная ладья | b7 белый король · d7 белая пешка · e7 чёрный король · h7 белый конь · e6 чёрная пешка · b5 белая ладья · d5 чёрная пешка · f4 чёрная ладья | 1 |
|   | a | b | c | d | e | f | g | h |   |

Решение:
1. Кf6!! (пешку надо спасти любой ценой) Л:f6

2. Крc7 Лf8

3. Лb6 Лa8 (теперь на 4. Лd6 последует 4… Лa7+)

4. Лa6!! Лh8

5. Лd6 Лd8

6. Л:e6+! и пешка проходит.